# Estação Tancredo Neves (Metrorec)
A Estação Tancredo Neves é uma das estações do Sistema de Trens Urbanos do Recife, situada em Recife, entre a Estação Shopping e a Estação Aeroporto. A estação está localizada próxima ao Viaduto Tancredo Neves que dá o nome à estação.
Foi inaugurada em 2008 e atende a moradores e trabalhadores da região sul do bairro de Imbiribeira.

## Localização
Fica localizada ao lado norte do viaduto Tancredo Neves, no bairro da Imbiribeira nas cercanias da avenida Marechal Mascarenhas de Morais.

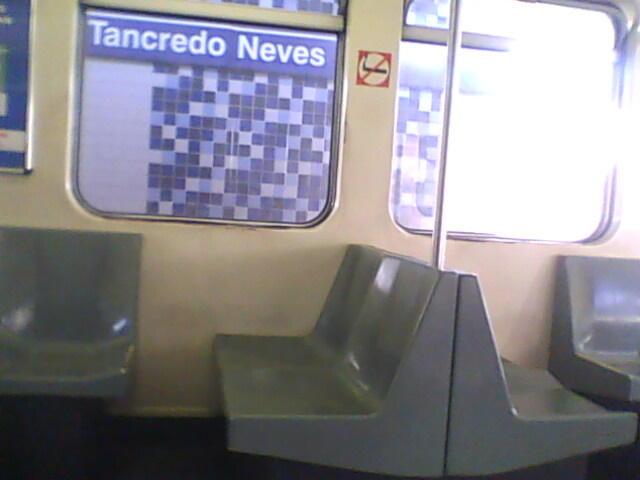
Vista do interior da composição

## Características
Trata-se de uma estação de superfície, com plataforma central não revestida permitindo a melhor entrada natural de ar e luz. Está ligada ao Terminal de Integração por uma passarela. O terminal ocupa uma área de 11.684,69 m². Da Estação Recife até a Tancredo Neves, são 7,5 quilômetros de distância.
Possui duas saídas: uma para a avenida Sul (avenida por paralela à avenida Marechal Mascarenhas de Morais e outra na direção da rua Presidente Nilo Peçanha, junto ao conjunto Residencial Boa Viagem. Possui estrutura em concreto aparente, bloqueios eletrônicos e acesso para pessoas portadoras de deficiência física.
A estação está ligada ao Terminal Integrado Tancredo Neves.

## Tabela
| Estação        | Inauguração            | Capacidade                 | Plataformas | Posição    | Notas                                      |
| -------------- | ---------------------- | -------------------------- | ----------- | ---------- | ------------------------------------------ |
| Tancredo Neves | 17 de novembro de 2008 | 1000 passageiros hora/pico | Central     | Superficie | Estação com estrutura de concreto aparente |

## Terminal Integrado (SEI)
A estação faz integração com 17 linhas de ônibus:
- 020 - Candeias / TI Tancredo Neves (Borborema Imperial)
- 023 - TI Aeroporto / TI Tancredo Neves (Borborema Imperial)
- 024 - TI Tancredo Neves (Circular Boa Viagem) (Borborema Imperial)
- 124 - Vila do SESI / TI Tancredo Neves (Borborema Imperial)
- 125 - Córrego da Gameleira / TI Tancredo Neves (Borborema Imperial)
- 126 - UR-03 / TI Tancredo Neves (Empresa Metropolitana)
- 132 - UR-02 (Ibura) / TI Tancredo Neves (Empresa Metropolitana)
- 134 - Lagoa Encantada / TI Tancredo Neves (Empresa Metropolitana)
- 135 - UR-10 / TI Tancredo Neves (Empresa Metropolitana)
- 136 - UR-05 / TI Tancredo Neves (Empresa Metropolitana)
- 138 - Zumbi do Pacheco / TI Tancredo Neves (Empresa Metropolitana)
- 141 - Jardim Monte Verde / TI Tancredo Neves (Empresa Metropolitana)
- 142 - Alto Dois Carneiros / TI Tancredo Neves (Empresa Metropolitana)
- 143 - UR-06 / TI Tancredo Neves (Empresa Metropolitana)
- 144 - UR-04 / TI Tancredo Neves (Empresa Metropolitana)
- 168 - TI Tancredo Neves (Conde da Boa Vista) (Empresa Metropolitana)
- 2060 - TI Tancredo Neves / TI Macaxeira (Mobi Brasil)